# 月導-Tsukishirube-
《月導-Tsukishirube-》（日语：月導-Tsukishirube-）是日本声优南里侑香的第3張單曲。於2010年2月24日由flying DOG發行。

## 收錄曲
1. 月導-Tsukishirube- [4:19] 
  - 作詞・作曲・編曲：尾澤拓実
  - 電視動畫《神隱之狼》片尾曲
2. 雨の散歩道 [4:47] 
  - 作詞：南里侑香、作曲：尾澤拓実、編曲：尾澤拓実、石川洋光
3. 月導-Tsukishirube- （without vocal）
4. 雨の散歩道（without vocal）

## 相關項目
- 神隱之狼

## 資料來源
1. ↑  .   [2010-03-17]. （原始内容存档于2010-11-16）.

## 外部連結
- （日語）所屬唱片公司官方網頁 （页面存档备份，存于）